# Jay Ward (fumettista)
Jay Ward, pseudonimo di Joseph Ward Cohen Jr. (San Francisco, 20 settembre 1920 – Los Angeles, 14 ottobre 1989), è stato un fumettista e autore televisivo statunitense.
Autore e produttore di diverse serie televisive animate, tra cui Rocky e Bullwinkle, Mr. Peabody e Sherman, George della giungla e Superpollo, è stato premiato con una stella sulla Hollywood Walk of Fame per il suo contributo all'industria televisiva.